# Lee Soon-ok
Lee Soon-ok, née en 1947 à Chongjin, en Corée du Nord, est une ancienne prisonnière politique nord-coréenne, retenue au sein d'un kwanliso. Elle est l'auteur des mémoires Eyes of the Tailless Animals: Prison Memoirs of a North Korean Woman, un récit de ses épreuves de fausses accusations, de torture et d'emprisonnement dans de mauvaises conditions pour des crimes contre l'État ; elle y raconte aussi sa libération ultérieure de la prison et sa défection du pays. Depuis qu'elle a quitté la Corée du Nord, elle réside en Corée du Sud .

## Biographie

### Emprisonnement
Lee Soon-ok est née à Ch'ŏngjin en 1947. Elle est devenue directrice dans un bureau du gouvernement nord-coréenne qui distribuait des biens et du matériel aux habitants du pays lorsqu'elle a été faussement accusée de malhonnêteté dans son travail. Elle pense avoir été l'une des victimes d'une lutte de pouvoir entre le Parti des travailleurs et la police du bureau de la sécurité publique.
Après son arrestation, elle a été gravement torturée et menacée pendant des mois, mais elle persévérait à affirmer son innocence. Cependant, une promesse faite par un interrogateur de ne prendre aucune mesure punitive contre son mari et son fils si elle avouait - une promesse qu'elle découvrira être fausse - l'a finalement convaincue de plaider coupable,,.
Pendant six ans, Lee Soon-ok a été emprisonnée dans le camp de concentration de Kaechon où elle déclare avoir été témoin d'avortements forcés, d'infanticides, de viols, d'exécutions publiques, de tests d'armes biologiques sur des prisonniers dans le cadre d'expérimentations humaines en Corée du Nord, de malnutrition extrême et d'autres formes de violences et de conditions inhumaines.
Elle est libérée en 1992, sans que le motif de sa libération soit connu, bien que Lee Soon-ok pense que les fonctionnaires responsables de son emprisonnement ont fait l'objet d'enquêtes menées par des membres supérieurs du gouvernement nord-coréen.

### Passage en Corée du Sud
Après sa libération, Lee Soon-ok a écrit plusieurs lettres de protestation au leader nord-coréen Kim Jong-il au sujet de son traitement cruel dans le camp mais elle n'a jamais reçu de réponse ; au contraire elle a été menacée de conséquences non précisées si elle continuait à écrire de telles lettres. Elle a réussi à retrouver son fils et à s'échapper de la Corée du Nord peu de temps après, se convertissant au christianisme en cours de route. Son mari a disparu pendant son emprisonnement et elle n'a plus eu de nouvelles de lui depuis.
Depuis son évasion avec son fils via la Chine en Corée du Sud en 1995, Lee Soon-ok a écrit Eyes of the Tailless Animals: Prison Memoirs of a North Korean Woman, qui sont les mémoires de son emprisonnement de six ans pour de fausses accusations dans le camp de concentration de Kaechon. Elle a témoigné devant le Congrès américain et a parlé dans des églises du monde entier; elle a estimé que dans son seul camp, il y avait au moins 6 000 prisonniers politiques. Mme Lee Soon-oka été partiellement handicapée en raison de la torture physique qu'elle a subie pendant plus d'un an, y compris, mais sans s'y limiter, la torture par l'eau.
Avec ses camarades internés du camp de prisonniers nord-coréens Kang Chol-Hwan et An Hyuk qui étaient tous les deux dans le camp de concentration de Yodok, elle a reçu le prix de la démocratie de l'organisation américaine à but non lucratif National Endowment for Democracy (NED, Fondation nationale pour la démocratie) en juillet 2003.